# Parafia Najświętszej Maryi Panny Matki Pocieszenia we Wrocławiu
Parafia Najświętszej Maryi Panny Matki Pocieszenia we Wrocławiu znajduje się w dekanacie Wrocław północ II (Sępolno) w archidiecezji wrocławskiej. Jej proboszczem jest O. Witold Baran CSsR. Obsługiwana przez Redemptorystów. Erygowana w 1951. Mieści się przy ulicy Wittiga 10.

## Obszar parafii
Parafia obejmuje ulice: 	Biegasa, Brandta, Chełmońskiego, Kosiby, Czarnoleska, Dembowskiego (nr. 2-16, 1-31), Fałata, Grottgera, Kazimierska, Kossaka, Kopernika, Kożuchowska, 8 Maja (od nr. 28), Malczewskiego, Olszewskiego (nr. 19-32), Partyzantów (nr. 2-10, 1-5a), Pugeta, Rzeźbiarska, Siemiradzkiego, Tramwajowa, Urbańskiego, Wróblewskiego, Wittiga, Zielonego Dębu.